# Корячко, Карп Дмитриевич
Карп Дмитриевич Корячко (1911—1991) — капитан Советской Армии, участник Великой Отечественной войны, Герой Советского Союза (1945).

## Биография
Карп Корячко родился 23 февраля 1911 года в селе Лобачи (ныне — Решетиловский район Полтавской области Украины). Окончил семь классов школы и землеустроительный техникум. В 1933 году Корячко был призван на службу в Рабоче-крестьянскую Красную Армию. В 1938 году он окончил курсы младших лейтенантов. С 1941 года — на фронтах Великой Отечественной войны. Принимал участие в боях на Южном, 1-м и 2-м Украинском фронтах, два раза был ранен. К январю 1945 года гвардии капитан Карп Корячко командовал ротой автоматчиков 289-го гвардейского стрелкового полка 97-й гвардейской стрелковой дивизии 5-й гвардейской армии 1-го Украинского фронта. Отличился во время форсирования Одера.
В январе 1945 года рота Корячко переправилась через Одер и захватила плацдарм на его западном берегу, после чего отразила многочисленные вражеские контратаки. В ночь с 25 на 26 января 1945 года рота успешно проникла в немецкий тыл и неожиданно для противника атаковала его. В том бою было уничтожено около 200 солдат и офицеров противника, что способствовало успешно наступлению с плацдарма основных сил.
Указом Президиума Верховного Совета СССР от 27 июня 1945 года за «мужество и героизм, проявленные при форсировании Одера и удержании плацдарма на его западном берегу» гвардии капитан Карп Корячко был удостоен высокого звания Героя Советского Союза с вручением ордена Ленина и медали «Золотая Звезда» за номером 6047.
В 1946 году Корячко был уволен в запас. Проживал сначала на родине, где работал прорабом, заведующим свеклопунктом, председателем сельского совета, позднее переехал в Полтаву. Скончался 12 мая 1991 года, похоронен на Центральном кладбище Полтавы.
Был также награждён орденами Красного Знамени и Александра Невского, двумя орденами Отечественной войны 1-й степени, рядом медалей.